# Mülheimer SV 06
Mülheimer SV 06 was een Duitse voetbalclub uit het Keulse stadsdeel Mülheim. De club was lange tijd actief op het hoogste niveau.

## Geschiedenis
De club werd opgericht in 1906 en sloot zich aan bij de West-Duitse voetbalbond en speelde in de Zuidrijncompetitie. In 1910 promoveerde de club voor het eerst naar de hoogste klasse en werd vierde op zeven clubs. De volgende twee seizoenen werd de club derde. Na de terugkeer van de topclubs uit de Zehnerliga kreeg de club meer concurrentie en eindigde in de middenmoot. Vanaf 1920 speelde de club in de nieuwe Rijncompetitie. De competitie was in drie reeksen verdeeld en ging na één jaar naar één reeks waardoor de club moest degraderen. In 1922 promoveerde de club weer. Na een paar jaar in de middenmoot werd de club in 1928/29 tweede in zijn groep achter VfL Borussia München-Gladbach. Twee jaar later werd de club opnieuw tweede, nu achter Alemannia Aachen.
In 1933 kwam de NSDAP aan de macht in Duitsland en werd de competitie gereorganiseerd. De West-Duitse bond met zijn acht competities verdween en maakte plaats voor drie Gauliga's. Als tweede in zijn groep plaatste Mülheim zich voor de Gauliga Mittelrhein. In het eerste seizoen werd de club met drie punten voorsprong op VfR Köln 04 rrh. kampioen en plaatste zich zo voor de eindronde om de landstitel. In een groep met Waldhof Mannheim, Kickers Offenbach en Union Böckingen werd de club tweede en was uitgeschakeld. De volgende jaren eindigde de club in de middenmoot.
In 1939/40 werd de competitie in twee reeksen gesplitst en Mülheim werd groepswinnaar en versloeg daarna SSV Troisdorf 05. In de eindronde met FC Schalke 04, Fortuna Düsseldorf en CSC 03 Kassel werd de club derde. Het volgende seizoen werd de club gedeeld tweede achter VfL Köln 1899. Het volgende seizoen ging de club in de Gauliga Köln-Aachen spelen en werd opnieuw gedeeld tweede achter VfL. Na nog een vierde plaats het volgende jaar ging de club een tijdelijke fusie aan met VfR 04 om een volwaardig team te kunnen opstellen tijdens de Tweede Wereldoorlog. Als KSG VfR 04/Mülheimer Köln werd de club derde, het laatste oorlogsseizoen werd niet voltooid.
Na de oorlog speelde de club in 1946/47 in de Rijncompetitie en eindigde op een tiende plaats waardoor ze zich niet plaatsten voor de nieuwe Oberliga West.
In 1949 fuseerde de club met VfR Köln 04 tot SC Rapid Köln.

## Erelijst
Gauliga Mittelrhein
1934, 1940